# Tanzplan Deutschland
Tanzplan Deutschland war eine Initiative der Kulturstiftung des Bundes. Ziel war es, die Rahmenbedingungen für den Tanz in Deutschland zu verbessern und ihn als gleichwertige Kunstform neben Oper und Theater in der öffentlichen und der kulturpolitischen Wahrnehmung zu etablieren. Das Projekt war ausgestattet mit einem Budget von 12,5 Millionen Euro für eine Laufzeit von fünf Jahren (2005–2010). Bundesweit sind nahezu alle Akteure und Institutionen der professionellen Tanz-Szene beteiligt.

## Organisation
Die inhaltliche Ausrichtung von Tanzplan Deutschland verantwortete ein Kuratorium, das vom Stiftungsrat der Kulturstiftung des Bundes eingesetzt wird. Dem Kuratorium gehören an: Nele Hertling, Reinhild Hoffmann, Antje Klinge und Johannes Odenthal. Projektträger ist der gemeinnützige Verein Tanzplan Deutschland e.V.; Vereinsmitglieder sind Angelika von der Beek, Nik Haffner, Claudia Jeschke, Frank Ottersbach (Geschäftsführer), Madeline Ritter (Projektleiterin), Anna Thier und Maria Vedder.

## Aktivitäten
Den Arbeitsschwerpunkt bildeten die beiden Programme Tanzplan vor Ort und Tanzplan Ausbildungsprojekte. Mit einem allgemeinen Handlungsbudget wurden weitere ergänzende Maßnahmen in Form von Initiativprojekten und Informationsangeboten durchgeführt.
Zusätzlich zu seinen eigenen Aktivitäten unterstützte der Tanzplan Deutschland die Koproduktionsförderung des Nationalen Performance Netzes (NPN), die Künstleraufenthalte der Tanzplattform Deutschland und, mit einer einmaligen Förderung, die Internetportale dance-germany.org und tanznetz.de. Ebenfalls im Rahmen des Tanzplan Deutschland richtete die Kulturstiftung des Bundes 2006 und 2009 den Tanzkongress Deutschland aus.

### Tanzplan vor Ort
- Hochschulübergreifendes Zentrum Tanz – Pilotprojekt, Berlin
- Norddeutsches Tanztreffen, Bremen
- Tanzplan Dresden
- Take off: Junger Tanz, Düsseldorf
- tanzplan essen 2010
- TANZLABOR_21, Frankfurt
- K3 – Zentrum für Choreographie, Hamburg
- Access to Dance, München
- Artists in Residence – Lehr- und Forschungsprogramm der fabrik Potsdam

### Tanzplan Ausbildungsprojekte
- Arbeitsgemeinschaft Ausbildungskonferenz Tanz mit Vertretern aller staatlichen Tanz- und Fachhochschulen
- Biennale der Tanzausbildung
- Qualifizierungsprogramm der Pädagogenausbildung für Tanz in Schulen
- Weiterbildung für Dozenten und Professoren der staatlichen Ausbildungsinstitutionen
- Forschungsprojekt zeitgenössische Tanztechniken
- Interaktives Internet-Projekt "Synchronous Objects for One Flat Thing, reproduced" von William Forsythe

### Initiativprojekte
- Initiative zur Stärkung der fünf wichtigsten deutschen Tanzarchive
- Förderung eines Transition Zentrums Tanz in Deutschland
- Symposium "Tanz – Raum – Künstlerhäuser"
- Workshop Tanz/Kuratieren zwischen Theorie und Praxis
- Förderung von Tanzpublikationen
- Verbund internationaler Tanzpläne danceplans +

## Aktuell
2010 ist das Projekt Tanzplan Deutschland ausgelaufen. Einige der geförderten Projekte werden mittlerweile aus anderen Quellen finanziert und fortgeführt. Dazu gehören im Programm Tanzplan Ausbildung das Projekt Motion Bank, ein Nachfolgeprojekt der Biennale Tanzausbildung, das digitale Online-Partituren zugänglich macht und bis Ende 2013 im Forsythe Programm der Kulturstiftung des Bundes gefördert wird. Darüber hinaus wurde das K3 Zentrum für Choreographie in Hamburg gegründet und 2011 von der Hamburgischen Bürgerschaft mit 300.000 Euro gefördert. Die Hamburgische Bürgerschaft übernimmt bis heute die Förderung des Projekts. Die Tanzlabor_21-Tanzausbildung in Frankfurt wird von der Stadt Frankfurt und dem Land Hessen sowie dem Kulturfonds Frankfurt_Rhein_Main ebenfalls weiter gefördert.

### Informationsangebot
- Verzeichnis über alle Ausbildungsangebote für Tanz in Deutschland und Europa sowie Tanzwissenschaft im deutschsprachigen Raum
- Online-Datenbank zur Recherche von Fördermöglichkeiten für professionelle Tanzprojekte